# Grammy-díj a legjobb popénekesi együttműködésért
A Grammy-díj a legjobb popénekesi együttműködésért (Grammy Award for Best Pop Collaboration with Vocals) egy 2012 előtti Grammy-díj kategória volt, melyet 1995 óta adtak át popénekesek sikeres együttműködéséért. A díj a művészi teljesítményt és technikai professzionalizmust ismeri el, és nem eladási adatok vagy listahelyezések alapján rangsorol. 2012-től Grammy-díj a legjobb popduó vagy -együttes teljesítményért címen adják át az elismerést.

## Díjazottak
| Év   | Díjazott művészek                                                              | Nemzetisége                                      | Díjazott dal                         | Jelöltek                                                        | Forrás |
| ---- | ------------------------------------------------------------------------------ | ------------------------------------------------ | ------------------------------------ | --------------------------------------------------------------- | ------ |
| 1995 | Al Green és Lyle Lovett                                                        | USA                                              | Funny How Time Slips Away            | - Luther Vandross és Mariah Carey – Endless Lovee               | [ 3 ]  |
| 1996 | The Chieftains és Van Morrison                                                 | IRL · UK                                         | Have I Told You Lately               | - Michael Jackson és Janet Jackson – Scream                     | [ 4 ]  |
| 1997 | Natalie Cole és Nat King Cole                                                  | USA                                              | When I Fall in Love                  | - Frank Sinatra és Luciano Pavarotti – My Way                   | [ 5 ]  |
| 1998 | John Lee Hooker és Van Morrison                                                | USA · UK                                         | Don't Look Back                      | - Barbra Streisand és Céline Dion – Tell Him                    | [ 6 ]  |
| 1999 | Elvis Costello és Burt Bacharach                                               | USA · UK                                         | I Still Have That Other Girl         | - Van Morrison és The Chieftains – Oh Shenandoah                | [ 7 ]  |
| 2000 | Santana és Rob Thomas                                                          | MEX · USA                                        | Smooth                               | - Santana és Dave Matthews – Love of My Life                    | [ 8 ]  |
| 2001 | B. B. King és Dr. John                                                         | USA                                              | Is You Is, or is You Ain't (My Baby) | - Lauryn Hill és Bob Marley – Turn Your Lights Down Low         | [ 9 ]  |
| 2002 | Christina Aguilera, Lil’ Kim, Mýa és Pink                                      | USA                                              | Lady Marmalade                       | - Shaggy és Rikrok – It Wasn't Me                               | [ 10 ] |
| 2003 | Santana és Michelle Branch                                                     | MEX · USA                                        | The Game of Love                     | - Natalie Cole és Diana Krall – Better Than Anything            | [ 11 ] |
| 2004 | Sting és Mary J. Blige                                                         | UK · USA                                         | Whenever I Say Your Name             | - Pink és William Orbit – Feel Good Time                        | [ 12 ] |
| 2005 | Ray Charles és Norah Jones                                                     | USA                                              | Here We Go Again                     | - Stevie Wonder és Take 6 – Moon River                          | [ 13 ] |
| 2006 | Gorillaz és De La Soul                                                         | UK · USA                                         | Feel Good Inc.                       | - Stevie Wonder és India.Arie – A Time to Love                  | [ 14 ] |
| 2007 | Tony Bennett és Stevie Wonder                                                  | USA                                              | For Once in My Life                  | - Shakira és Wyclef Jean– Hips Don't Lie                        | [ 15 ] |
| 2008 | Robert Plant és Alison Krauss                                                  | UK · USA                                         | Gone Gone Gone (Done Moved On)       | - Timbaland, Nelly Furtado és Justin Timberlake – Give It to Me | [ 16 ] |
| 2009 | Robert Plant és Alison Krauss                                                  | UK · USA                                         | Rich Woman                           | - Jordin Sparks és Chris Brown – No Air                         | [ 17 ] |
| 2010 | Jason Mraz és Colbie Caillat                                                   | USA                                              | Lucky                                | - Taylor Swift és Colbie Caillat – Breathe                      | [ 18 ] |
| 2011 | Herbie Hancock, Pink, India.Arie, Seal, Konono Nº1, Jeff Beck és Oumou Sangaré | USA · UK · Kongói Demokratikus Köztársaság · MLI | Imagine                              | - Katy Perry és Snoop Dogg – California Gurls                   | [ 19 ] |